# Pieter Burman, o Jovem
Pieter Burman (23 de outubro de 1713 - 24 de junho de 1778), também conhecido como Peter ou Pieter Burmann (em latim: Petrus Burmannus) e distinguido de seu tio como "o Jovem" (Secundus ou Junior), foi um filólogo neerlandês.

## Vida
Nascido em Amsterdã, ele foi criado por seu tio em Leiden, e depois estudou direito e filologia com CA Duker e Arnold von Drakenborch em Utrecht. Em 1735 foi nomeado professor de eloqüência e história em Franeker, com a qual a cadeira de poesia foi combinada em 1741. No ano seguinte, ele deixou Franeker e foi para Amsterdã para se tornar professor de história e filologia no Athenaeum Illustre de Amsterdã. Posteriormente, foi professor de poesia (1744), bibliotecário geral (1752) e inspetor do ginásio (1753). Em 1777 ele se aposentou e morreu em 24 de junho de 1778 em Santhorst, perto de Wassenaar.
Ele se parecia com seu tio mais famoso na maneira e direção de seus estudos, e em sua disposição violenta, que o envolvia em brigas com contemporâneos, notadamente Saxe e Christian Adolph Klotz. Ele era um homem de grande erudição e tinha um grande talento para a poesia latina. Suas obras mais valiosas são:
- Anthologia Veterum Latinorum Epigrammatum et Poematum (1759-1763)
- Aristophanis comoediae Novem (1760)
- Retórica.

Ele completou as edições de Virgílio (1767) e Claudiano (1760), que haviam sido deixadas inacabadas por seu tio, e iniciou uma edição de Propércio, uma de suas melhores obras, que foi apenas impressa pela metade no momento de sua morte. Foi concluído por L. van Santen e publicado em 1780.